# Сила любви (фильм, 1922)
«Сила любви» (англ. The Power of Love) — американский немой фильм.

## История

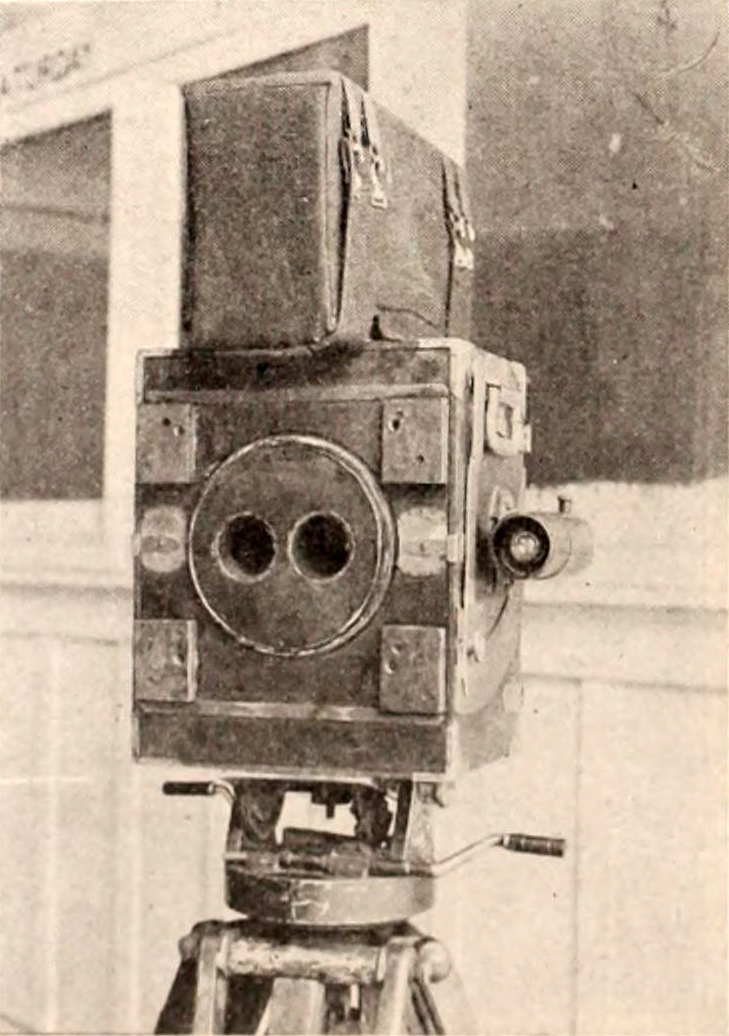
Первая 3D-камера, 1922 год

Первый 3D-фильм, демонстрировавшийся публично в прокате в кинотеатре отеля «Амбассадор» (англ. Ambassador Hotel Theater) в Лос-Анджелесе 27 сентября 1922 года.
Установка из двух киносъёмочных аппаратов была разработана продюсером фильма Гарри Фейроллом и кинематографистом Робертом Элдером — каждый аппарат снимал свою часть стереопары на чёрно-белую негативную киноплёнку. Фильм демонстрировался двумя кинопроекторами. Таким образом, это был первый случай применения двухплёночной системы и первый случай применения стереоскопических (анаглифических) очков.
Успеха фильм не имел и был показан в 3D-версии только для участников и прессы в Нью-Йорке, получив достойный отзыв в журнале Moving Picture World. В июле 1923 года в широкий прокат поступила снятая компанией Sierra Pictures 2D-версия фильма с названием «Запретный любовник» (англ. Forbidden Lover). Дистрибютором фильма стала компания кинопродюсера Льюиса Селзника. Обе версии фильма считаются потерянными.

## Сюжет
Дон Алмеда из-за его финансовых проблем желает выдать свою дочь Марию за Дона Алвареса. Но Мария любит другого человека — Терри О’Нила. Он — странник, был ранен грабителями, связанными с Доном Алваресом. Терри попадает на бал-маскарад, устроенный Алваресом, на котором хозяин бала и его сообщники грабят старого падре, убивая его ножом О’Нила, обвиняя его в убийстве. Алварес, пытаясь застрелить О’Нила, ранит Марию, защитившую его. В финале Мария доказывает, что Дон Алварес вор и убийца; О’Нил был оправдан.
При просмотре фильма использовались специальные красно-зелёные анаглифические очки, которые давали зрителям возможность просмотра двух разных концовок фильма, просматривая его только одним глазом через красные или бирюзовые линзы (формат 2D). В зависимости от этого зритель мог увидеть счастливый или трагический конец фильма.

## Роли
- Дон Алмеда — Noah Beery
- Мария Алмеда — Barbara Bedford
- Терри О’Нил — Elliot Sparling
- Изабель Алмеда — Aileen Manning
- Дон Алварес — Albert Prisco
- Падре — John Herdman